# جهيد برحال
جهيد برحال (مواليد 24 يناير 1994) هو مصارع جزائري. شارك في الألعاب الأولمبية الصيفية 2020 في فئة 125 كلغ رجال.

## روابط خارجية
- جهيد برحال على موقع قاعدة بيانات المصارعة الدولية (الإنجليزية)
- جهيد برحال على موقع اللجنة الأولمبية الدولية (الإنجليزية)
- جهيد برحال على موقع أوليمبيديا (الإنجليزية)